# Лінгва франка нова
Лі́нгва фра́нка но́ва (Lingua Franca Nova) — міжнародна штучна мова, створена Джорджем Буре (George Boeree) на основі лексики романських мов: французької, італійської, іспанської, португальської і каталонської.

## Особливості
Граматика мови спрощена, базується на принципах піджинів і креольських мов, що виникли на романській основі, зокрема, середньовічного наріччя лінгва франка, від якого і походить назва.
Наприклад, минулий і майбутній часи дієслів утворюється додаванням часток ia і va:
- me come — я їм
- me ia come — я їв
- me va come — я буду їсти

Ще однією креольською особливістю є особові займенники, які служать водночас присвійними і не розрізняються в 3 особі за родами.
- Me — я; мій
- Tu — ти; твій
- El — він, вона, воно; його, її
- Nos — ми; наш
- Vos — ви; ваш
- Los — вони; їх

## Приклади тексту
| Лінгва франка нова була задумана, щоб бути, перш за все, простою, послідовною та легкою для вивчення мовою міжнародного спілкування. Вона має такі переваги:                                           | Lingua Franca Nova es desiniada per es un lingua vera simple, coerente, e fasil aprendeda, per comunica internasional. El ave varios cualia bon:         |
| - Обмежену кількість фонем. За звучанням вона нагадує італійську або іспанську мови. | - El ave un numero limitada de fonemes. El sona simila a italian o espaniol.                                                                             |
| - Фонетичний правопис. Жодна дитина не повинна витрачати роки на вивчення винятків. | - El es scriveda como el sona. No enfante deve pasa multe anios studia nonregulas.                                                                       |
| - Граматичні правила без винятків. В цьому плані, вона набагато простіша, ніж англійська чи індонезійська мови.                                                                                        | - El ave un gramatica vera simple e regula. El es min complicada en esta caso como engles o indonesian.                                                  |
| - Обмежений і правильний набір продуктивних афіксів для постійного словотворення. | - El ave un grupo limitada e tota regula de afises produinte per crea parolas nova.                                                                      |
| - Гарно визначений порядок слів в реченні, так як і в ряді інших мов. | - El ave regulas de la ordina de parolas bon definada, como multe linguas major.                                                                         |
| - Словникову базу, засновану на сучасних романських мовах. Ці мови самі по собі широко розповсюджені і впливові, а крім цього, послужили основою для більшої частини англійського словникового складу. | - El ave un lista de parolas fundada en la linguas roman moderne. Esta linguas es comun e influensente, e ia contribui la parte major de parolas engles. |
| - Він задуманий так, щоб природно приймати греко-латинські неологізми, фактично «світовий стандарт».                                                                                                   | - El es desiniada per es asetante natural de parolas tecnical de latina e elenica, la «norma de mundo» per fato.                                         |
| - Він задуманий так, щоб виглядати досить природно для тих, хто знайомий з романськими мовами, і без додаткових складностей при вивченні.                                                              | - El es desiniada per aperi plu parte «natural» per los ci comprende la linguas roman, ma no min fasil per otras.                                        |

### Отче наш
```
Nos Padre
                                   
Нос Падре
```

```
Nos Padre, ce es en sielo:                  Нос Падре, ке ес ен сіело: 
Sante es tu nome.                           Санте ес ту номе. 
Tu renia va veni.                           Ту реніа ва вені. 
Tu vole va es fada,                         Ту воле ва ес фада, 
en tera como en sielo.                      ен тера комо ен сіело. 
Dona nos pan dial a nos.                    Дона нос пан діал а нос. 
Pardona nos pecas                           Пардона нос пекас 
como nos pardona los ci peca a nos.         комо нос пардона лос кі пека а нос. 
No condui nos a tentia,                     Но кондуі нос а тентіа, 
ma proteje nos de mal.                      ма протеже нос де мал. 
La tu es la renia, la potia,                Ла ту ес ла реніа, ла потіа, 
e la gloria a tota tempo.                   е ла ґлоріа а тота темпо.
```